# Société Anonyme du Pipeline à Produits Pétroliers sur Territoire genevois
Die SAPPRO SA, Abkürzung für Société Anonyme du Pipeline à Produits Pétroliers sur Territoire genevois, ist eine Gesellschaft, die 1967 für den Bau und Betrieb einer Pipeline für Erdölprodukte gegründet wurde. Die Pipeline ist an der Schweizer Grenze an die Leitung der Société du Pipeline Méditerranée-Rhône (SPMR) angeschlossen und transportiert Mineralölprodukte von den Raffinerien bei Fos-sur-Mer in der Region von Marseille nach Genf.

## Pipeline
Die Pipeline ist 12 km lang und einen Durchmesser von 12 Zoll (ca. 30 cm). Sie führt von der Schweizer Grenze bei Saint-Julien-en-Genevois durch die Gemeinden Perly-Certoux und Bernex GE nach Vernier, wo die Gesellschaft ihren Geschäftssitz hat. Die Rhone wird mit der Passerelle du Lignon überquert, an beiden Enden der Rohrbrücke, die auch als Fussgängersteg dient, sind Schieberkammern angebracht, welche die Leitung bei Beschädigung der Brücke absperren können. Vom Ölterminal in Vernier werden die Produkte über ein ca. 11 km langes Netz 10-Zoll-Leitungen in die Lagertanks verteilt. SAPPRO betreibt die Leitung als Mehrproduktenpipeline, in der Heizöl, Diesel, Kerosin und Benzin transportiert werden.